# Отступник (телесериал)
«Отступник» (другие варианты перевода названия на русский язык — «Ренегат» и «Неудержимый»; англ. The Renegade) — американский детективный телесериал, который шёл 5 сезонов (с 1992 по 1997 год) и содержит в себе 110 эпизодов. Сериал повествует о приключениях Рено Рейнса, в силу жизненных обстоятельств скрывающегося от закона под именем «Винсент Блэк».
Главную роль исполнил Лоренцо Ламас. Сериал был спродюсирован Стивеном Кеннеллом, который также играет роль Дональда «Голландца» Диксона.

## Сюжет
Каждая серия начиналась с заставки, в которой звучал закадровый голос Дона Лафонтена. Он пересказывал сюжет сериала следующим образом:

He was a cop, and good at his job, but he committed the ultimate sin — and testified against other cops gone bad. Cops that tried to kill him, but got the woman he loved instead. Framed for murder, now he prowls the badlands...an outlaw hunting outlaws...a bounty hunter...a renegade.

Далее на вступительной заставке играла заглавная тема сериала, которую написал Майк Пост.
«Отступник» — это история офицера полиции Сан-Диего Рено Рейнса, бывшего рейнджера, которого вызвал в Бэй-Сити, штат Калифорния, его хороший друг — окружной прокурор Гарри Уэллс. Гарри нанял Рено работать под прикрытием с целью разоблачать продажных полицейских. На встрече с Гарри Уэллсом и лейтенантом полиции Бэй-Сити Дональдом «Датчем» Диксоном Рено объясняет, что у него достаточно доказательств, чтобы выдвинуть обвинения в убийстве и ограблении против партнёра Диксона Баззи Баррелла. Не желая быть замешанными в каких-либо преступлениях, Баррелл и Диксон вырывают осуждённого убийцу Хогга Адамса из тюрьмы, чтобы убить Рейнса. Позже, той же ночью Хогг врывается в гостиничный номер Рено, целясь в него, но вместо этого стреляет в свою невесту, Валери Прентисс. Хогг бежит из отеля, а Баррелл спешит убедиться, что Рено мёртв. Через несколько минут появляется Диксон и убивает Баррелла из оружия Рено.
Обвинённый в убийстве офицера Баррелла, Рено Рейнс скрывается. Диксон посылает за ним профессионального «охотника за головами» Бобби Сикскиллера, бывшего морского пехотинца. Но вместо этого Рено спасает ему жизнь и завоёвывает его доверие. Бобби понимает, что с Диксоном что-то было не так. Затем Рено работает «охотником за головами» вместе с Сикскиллером и его сестрой Шоной (Кэтлин Кинмонт), разыскивая брата Хогга Адамса, единственного человека, который может реабилитировать собственное имя и уничтожить Диксона — свидетеля, который, опасаясь за свою собственную жизнь, выйдет вперёд только в том случае, если Рено убьет Диксона, чего он не хочет делать.
Используя псевдоним «Винс Блэк», Рено путешествует по стране в поисках щедрых подарков, которые, в свою очередь, Бобби сдаёт за процент от вознаграждения (зная, что Рено будет арестован, если он попытается сдать преступников сам). В то же время он помогает людям и доказывает невиновность тех, кого считает невиновными. Во многих случаях сотрудники правоохранительных органов (и другие люди) узнают, кто есть Рено на самом деле, но никогда не выдают его. В конце концов Диксон становится федеральным маршалом США, что даёт ему возможность преследовать Рено на общегосударственном уровне.
В третьем сезоне Рено преследует Датча, когда узнаёт, что за поимку и арест Диксона за убийство другого офицера Бэй-Сити назначена награда в размере 80 000 долларов. Всё это оказывается тщательно продуманной уловкой Диксона, чтобы заманить в ловушку и затем уже захватить Рено. Рено арестован и предан суду за убийство Баззи Баррелла. Хаунд Адамс соглашается дать показания для защиты, за очень большую плату. Когда его допрашивают на свидетельском месте, он вместо этого называет Рено убийцей Баррелла. Не имея никаких доказательств того, что Датч подкупил Хаунда (чтобы тот сидел на скамье подсудимых), Рено признан виновным в убийстве Баррелла и приговорён к смертной казни. Решив не дожидаться исполнения приговора, Рено бежит из тюрьмы с помощью заключённого, которого подкупил Диксон, чтобы убить Рено. Осуждённый, выбранный Диксоном, зная, что умирает от рака и ему нечего терять, вместо этого даёт взятку своему адвокату, чтобы он держал её с инструкциями по связям с полицией, если что-то случится с его семьёй.
В конце пятого сезона Датч убивает свою собственную жену Мелиссу, после чего она умирает на руках у Рено. Она знала, что делает Диксон, и была готова помочь ему сдаться. Их взрослый сын, Дональд Диксон-младший, верит газетным статьям (основанных на показаниях Диксона-старшего) и также идёт за Рено. В последнем эпизоде Рено, Бобби, Дональд-младший и босс Диксона Маршал Джек Хендрикс идут за Диксоном. Диксон стреляет, ранит Хендрикса и убегает. Затем маршалы объявляют награду за его поимку. Последняя сцена показывает, как Рено и Бобби обсуждают, пойти ли за ним сейчас или позволить ему увидеть, каково это быть разыскиваемым беглецом. Они выбирают первое, тем самым частично прекращая затруднительное положение Рено, оставляя конец истории двусмысленным.
В течение многих лет после того, как сериал вышел в эфир, существовало расхожее мнение, что он оборвался на полуслове, без какого-либо разрешения основного сюжета Рено, реабилитирующего своё имя. История в этом случае могла бы быть завёрнута в гипотетически возможный шестой сезон, с голландцем в бегах и преследованием Рено в качестве ключевых элементов сюжетной линии. Однако, на самом деле был снят финальный эпизод сериала, где голландец был захвачен Рено, а Рено Рейнс — полностью оправдан за преступления, которые действительно совершил пойманный голландец. По словам Лоренцо Ламаса, этот эпизод никогда не выходил в эфир и не предлагался в финальном пакете синдикации, потому что каждый эпизод, за исключением нескольких сюжетов, сосредоточенных исключительно на сюжете Рено и голландца, был написан как отдельная история, которую не нужно было рассматривать в хронологическом порядке и в какой-либо сюжетной последовательности. Высказывалось и мнение, что наличие в предоставляемом вещателям пакете означенной финальной серии не позволит им выпускать в эфир эпизоды, вышедшие из строя (что часто случается с контентом, распространяемым методом телевизионной синдикации).

## В ролях
| Актёр            | Роль                      | Годы участия |
| ---------------- | ------------------------- | ------------ |
| Лоренцо Ламас    | Рено Рейнс                | 1992—1997    |
| Стивен Кеннелл   | Маршал «Голландец» Диксон | 1992—1997    |
| Рон Джонсон      | Сержант Вуди Бикфорд      | 1992—1994    |
| Брэнском Ричмонд | Бобби Сикскиллер          | 1992—1997    |
| Кэтлин Кинмонт   | Шона Филлипс              | 1992—1996    |
| Джеффри Блейк    | Хаунд Адамс               | 1993—1996    |
| Джереми Робертс  | Фентон Боггс              | 1993—1997    |
| Рой Вернер       | Десантник Питчман         | 1993—1997    |
| Уильям Энтон     | Эткинс                    | 1993—1996    |
| Ларри Манетти    | Тимоти Мэси               | 1993—1996    |
| Митчелл Райан    | Даллас Шилдс              | 1993—1994    |
| Л. К. Джонс      | Натан Уэйн                | 1994—1996    |
| Сандра Фергюсон  | Сэнди Кэрротерс           | 1994—1997    |
| Майк Уайт        | Детектив Фил Тодсон       | 1994—1995    |
| Шона Сэнд Лэмас  | Эшли                      | 1995—1997    |
| Кент МакКорд     | Джек Хендрикс             | 1995—1997    |

## Производство
Стивен Кеннелл создал «Отступника» с целью заработать на растущем рынке телевизионной синдикации. Актёр Лоренцо Ламас увидел в этом телепроекте возможность использовать свои реальные боевые искусства и навыки езды на мотоцикле в роли своего героя. Опасаясь, что разлука с его женой Кэтлин Кинмонт повредит их браку, он убедил Кеннелла дать ей роль Шайенн Филлипс. Кеннелл позже вспоминал, что на роль голландца Диксона успели попробоваться 10-15 актёров, прежде чем Ламас предложил Кеннеллу сыграть эту роль самому.
Чтобы продать сериал, Кеннелл поручил Ральфу Хемекеру смонтировать клип на песню Бон Джови Wanted Dead or Alive и затем — показать его на телевизионном съезде. Этот ролик был впоследствии переделан во вступительную заставку, в которой собственно песня была заменена на авторский трек, написанный Майком Постом, и текст преамбулы, который читал за кадром Дон Лафонтен.
Сериал преимущественно снимался в Сан-Диего, штат Калифорния, и его пригородах. Большое количество трюковых мотоциклов Рено хранилось на складе, но одна модель была отполирована и не использовалась для подобных сцен.
Несмотря на хорошие рейтинги, первый сезон сериала был раскритикован рецензентами, а сами Кеннелл и Ламас были откровенно недовольны сценарием. В интервью в конце 1993 года Ламас уточнил, что, по его мнению, авторы отодвинули основной сюжет и постоянный состав персонажей в пользу историй, которые были сосредоточены вокруг приглашенного актёра, а также указали на сюжетные дыры и невнятности фабулы:

Рено просто появился бы там, где ему нужно было быть, но как он туда попал? Почему он не уезжает из страны? Почему он торчит здесь и ждёт, когда его заберёт полицейский, который увидит его плакат?

Хотя сериал и шёл в эфире в течение пяти сезонов, но он так и не был воспринят критиками как успешный. Периодически появляющийся в кадре персонаж Хаунд Адамс (которого играет Джеффри Блейк) был представлен во втором сезоне в целях придать сюжету некое направление (отсутствие которого признавали Ламас и Кеннелл).
Лоренцо Ламас и Кэтлин Кинмонт развелись в 1993 году. По словам Ламаса, их рабочие отношения ухудшились после того, как он пригласил свою новую подругу, Шону Сэнд, на одну из ролей в сериале, и уволил Кинмонт в качестве своеобразного ответа на пренебрежительные замечания, которые она сделала о Сэнде на шоу Говарда Стерна. Вместо того, чтобы быть изменённым, персонаж Шоны Филлипс (её роль и исполняла Кинмонт) со временем был выведен из сюжетной линии.

## Мнения
Сайт журнала «Афиша» упоминает сериал «Отступник» в своём списке «190 сериалов, которые в 1990-е смотрела вся Россия»:

Длинноволосый татуированный красавец Рино Рейнс (Лоренцо Ламас) в течение ста с лишним серий колесит по прериям на «харлее», за которым с трудом поспевают блондинка и индеец на «хаммере». С байка бывший коп в бегах слезает исключительно для того, чтобы отдубасить ногами и сдать властям очередного плохого парня. Глуповатый, собранный из жанровых клише неовестерн сегодня, если честно, больше смахивает на лёгкую эротику, но у телезрителей 1990-х он имел определённый успех.

## Релизы на видеоносителях
В период с 2005 по 2006 год дистрибьютор Anchor Bay Entertainment выпустил первые три сезона сериала на DVD-дисках. 14 октября 2009 года было объявлено, что компания Mill Creek Entertainment приобрела права на несколько авторских проектов Стивена Кеннелла, в том числе и на «Отступника». Впоследствии этот дистрибьютор переиздал первые два сезона в виде отдельных коробочных наборов.
12 октября 2010 года Mill Creek выпустила сериал на DVD как «Renegade: The Complete Series». Набор из 20 дисков впервые включает в себя все 110 эпизодов «Отступника».